# Brian Tyler
Brian Theodore Tyler (ur. 8 maja 1972) – amerykański kompozytor, dyrygent, muzyk, aranżer i producent muzyczny.
Najbardziej znany ze swoich ścieżek dźwiękowych do filmów, audycji telewizyjnych i gier komputerowych. Napisał m.in. muzykę do siedmiu części serii Szybcy i wściekli, Rambo, Eagle Eye, trylogii Niezniszczalni, Iron Man 3, Iluzja, Avengers: Czas Ultrona, Bajecznie bogaci Azjaci, Super Mario Bros. Film i innych. Ponownie zaaranżował motyw muzyczny Universal Pictures, pierwotnie skomponowany przez Jerry'ego Goldsmitha, który zadebiutował w filmie Lorax, a także motyw muzyczny Marvel Studios na lata 2013–2016, który miał premierę z filmem Thor: Mroczny świat (2013), do którego Tyler skomponował także muzykę. Stworzył też NFL Sunday Countdown Theme dla ESPN oraz motyw muzyczny Formuły 1 (używany również w Formule 2 i Formule 3). Jest także autorem ścieżki dźwiękowej do wielu seriali telewizyjnych, w tym Yellowstone oraz do gry Far Cry 3. Za swoją twórczość zdobył nagrodę Kompozytora Roku IFMCA Awards 2014.
Jego kompozycja do filmu Last Call przyniosła mu pierwszą z trzech nominacji do Nagrody Emmy, złotą płytę i miejsce w oddziale muzycznym Amerykańskiej Akademii Sztuki i Wiedzy Filmowej. Według stanu na listopad 2017 roku filmy z jego muzyką zarobiły na całym świecie 12 miliardów dolarów, co plasuje go na liście 10 najbardziej dochodowych kompozytorów filmowych wszech czasów.